# Acrolophus nelsoni
Acrolophus nelsoni är en fjärilsart som beskrevs av Hasbrouck 1964. Acrolophus nelsoni ingår i släktet Acrolophus och familjen Acrolophidae. Inga underarter finns listade i Catalogue of Life.